# Xing Huina
Xing Huina (25 de febrero de 1984 en Weifang, provincia de Shandong, China) es una atleta china especialista en pruebas de fondo que fue campeona olímpica de los 10 000 metros en los Juegos de Atenas 2004.
Procede de una familia de granjeros de Weifang. Mide 1,66 m y pesa 50 kg. 
Empezó a hacer atletismo en la Weifang City Sport School, donde era entrenada por Chi Yuzhai. En 1999 pasó al Shandong Sport Technology Institute, entrenada por Yin Yanqin.
Tras destacar en los campeonatos nacionales de 2001, en 2002 entró a formar parte del equipo nacional chino, bajo la dirección de Wang Dexian. Ese año logró la medalla de bronce en los 10 000 metros de los Juegos Asiáticos de Busan.
En 2003 participó en los Campeonatos del Mundo de París, donde finalizó 7ª en los 10 000 metros con una marca de 30:31,55 que suponía un récord del mundo en categoría júnior.
El mayor éxito de su carrera llegó en los Juegos Olímpicos de Atenas 2004 cuando ganó contra todo pronóstico la medalla de oro en los 10 000 metros. Se preveía un absoluto dominio de las etíopes en esta prueba, con Derartu Tulu, Ejegayehu Dibaba y Werknesh Kidane. Sin embargo Huina Xing aguantó el ritmo de las africanas, y en la última vuelta se quedó sola en cabeza con Ejegayehu Dibaba, a quien batió en el sprint final, ganando la prueba con 30:24,36. La plata fue para Ejegayehu Dibaba (30:24,98) y el bronce para Derartu Tulu (30:26,42)
En los Mundiales de Helsinki 2005 fue 4ª en los 10 000 m (30:27,18) y 5ª en los 5 000 m (14:43,64), siendo ambas pruebas dominadas por las etíopes.

## Marcas personales
- 1500 metros - 4:09,01 (2003)
- 3 000 metros - 9:26,36 (2006)
- 5 000 metros - 14:43,64 (2005)
- 10 000 metros - 30:24,36 (2004)